# Quốc kỳ Brunei
Quốc kỳ Brunei (tiếng Mã Lai: Bendera Brunei) có dạng hình chữ nhật với quốc huy Brunei màu đỏ ở giữa, trên nền màu vàng, bị cắt ngang bởi hai sọc màu đen, trắng. Năm 1906, khi còn là đất bảo hộ của nước Anh, Brunei đã chế định quốc kỳ Brunei đầu tiên, đó là lá cờ vàng hình chữ nhật. Màu vàng trên lá cờ biểu thị Hồi vương (Sultan - quốc vương Hồi giáo) là tối cao. Sau đó, để kỉ niệm hai vị thân vương có công, Hồi vương đã quyết định thêm hai dải sọc đen-trắng chéo trên quốc kỳ. Năm 1959, khi Brunei tự trị, đã chế định bản Hiến pháp đầu tiên, Hiến pháp quy định có hình quốc huy ở chính giữa quốc kỳ. Ngày 1 tháng 1 năm 1984, Brunei tuyên bố hoàn toàn độc lập, chính phủ quyết định tiếp tục sử dụng quốc kỳ này.

Quốc kỳ Brunei trước năm 1905
Quốc kỳ Brunei giai đoạn 1906-1959
Quốc kỳ Brunei từ năm 1960 đến nay